# Золотое Руно (хутор)
Золотое Руно — хутор в Заветинском районе Ростовской области. Входит в состав Тюльпановского сельского поселения.

## География

### Улицы
- ул. Заречная,
- проезд Ковыльный.

## Население
Динамика численности населения
| 1989 | 2002 |
| ---- | ---- |
| ≈420 | 229  |

| 2010 |
| ---- |
| 142  |